# كأس السوبر الإفريقي 2018
كأس السوبر الأفريقي 2018 (رسميا كأس السوبر الأفريقي توتال فبراير 2018) هي النسخة السادسة والعشرين من مسابقة كأس السوبر الأفريقي، وهي مباراة سنوية تجمع بين الفائزبدوري أبطال أفريقيا و الفائز بكأس الاتحاد الكونفدرالي الأفريقي لكرة القدم. تقام هذه المباراة في شهر فبراير.
تلعب المباراة بين الفائز بمسابقة دوري أبطال أفريقيا 2017 والفائز بمسابقة كأس الاتحاد الافريقي 2017

## الفرق المشاركة
| الفرق          | المتأهل                              | المشاركات السابقة (بالغليظ تعني الفوز بتلك النسخة) |
| -------------- | ------------------------------------ | -------------------------------------------------- |
| الوداد الرياضي | بطل دوري أبطال أفريقيا 2017          | 3 (1993، 2003 ، 2018)                              |
| تي بي مازيمبي  | بطل كأس الكونفيدرالية الأفريقية 2017 | 4 (2010، 2011، 2016، 2017)                         |

## القوانين
تقام مباراة واحدة لتحديد هوية البطل على أرض بطل دوري أبطال أفريقيا 2017.
في صورة انتهاء المباراة في وقتها القانوني بالتعادل يتم اللجوء إلى الاشواط الاضافية وفي صورة استمرار التعادل يتم اللجوء إلى ركلات الترجيح.

## المباراة
| الوداد الرياضي   | 1–0   | تي بي مازيمبي |
| ---------------- | ----- | ------------- |
| أمين تيغازوي 83' | تقرير |               |